# Castle Rock (Colorado)
Castle Rock je město v okresu Douglas County ve státě Colorado ve Spojených státech amerických. Je 14. nejlidnatějším městem v Coloradu a zároveň nejlidnatějším městem v okresu Douglas, jehož je navíc správním městem. Pojmenováno bylo po svědecké hoře nacházející se v Koloradské piedmontní plošině v oblasti Velkých planin nedaleko od města. Město leží východně od Skalnatých hor.
K roku 2020 zde žilo 73 158 obyvatel. S celkovou rozlohou 79 km² byla hustota zalidnění 1 306 obyvatel na km². Město bylo založeno v roce 1874. V oblasti, kde se město nachází, panuje semiaridní podnebí.  